# Birger von Cotta-Schønberg
Birger von Cotta Schønberg (3 de febrero de 1889 – 11 de febrero de 1958) fue un actor cinematográfico de nacionalidad danesa, activo en la época del cine mudo.

## Biografía
Nacido en Copenhague, Dinamarca, debutó en el cine actuando para Nordisk Film en 1908 con el papel de Pierrot en Pierrot og Pierette (su esposa, Clara Nebelong, era Pierette), participando después en varias películas producidas por Frans Lundberg en Malmö. A partir de 1911 actuó de nuevo para Nordisk Film, rodando unas 70 cintas mudas hasta 1918. Sin embargo, y a pesar de su gran talento, sus actuaciones se limitaban con frecuencia a papeles de reparto. También rodó siete películas para Kinografen. Su actuación más destacada llegó con la película Evangeliemandens Liv (1915).
En 1936 dirigió el cortometraje Lotusblomsten, y en 1938 escribió y dirigió el documental I folkets navn, una cinta de propaganda a favor de la política socialdemócrata.
En el año 1947 fue condenado por un tribunal de distrito a 3 años de prisión y a cinco de pérdida de confianza por promover los intereses nazis durante la Segunda Guerra Mundial. Había escrito varios artículos alabando, entre otros temas, al Frikorps Danmark, a Vidkun Quisling y a la Luftwaffe. Más adelante trabajó en la medicina alternativa y se asentó como consultor en Frederiksberg.
Allí falleció en el año 1958, siendo enterrado en el Cementerio Solbjerg Parkkirkegård. Había estado casado con la actriz Clara Nebelong (1881-1943), y era primo del actor Ib Schønberg y abuelo de Michael Cotta-Schønberg.

## Filmografía

### Actor
- 1908 : Pierrot og Pierette
- 1910 : Massösens offer, de Alfred Lind
- 1911 : Ungdommens Ret, de August Blom
- 1912 : Vampyrdanserinden, de August Blom
- 1912 : Mellem Storbyens Artister, de Eduard Schnedler-Sørensen
- 1912 : Manegens Stjerne, de Leo Tscherning
- 1912 : Et Hjerte af Guld, de August Blom
- 1912 : Strandingen i Vesterhavet, de Eduard Schnedler-Sørensen
- 1913 : Under Blinkfyrets Straaler, de Robert Dinesen
- 1913 : Chatollets Hemmelighed, de Hjalmar Davidsen
- 1913 : Elskovs Magt, de August Blom
- 1913 : Fra Fyrste til Knejpevært, de Holger-Madsen
- 1913 : Lykken svunden og genvunden, de Hjalmar Davidsen
- 1913 : Prinsesse Elena, de Holger-Madsen
- 1913 : Staalkongens Villie, de Holger-Madsen
- 1913 : Troskabsvædsken, de Sofus Wolder
- 1913 : Privatdetektivens Offer, de Sofus Wolder
- 1913 : Giftslangen, de Hjalmar Davidsen
- 1913 : Lykkens lunefulde Spil, de Sofus Wolder
- 1913 : Livets Blændværk, de Eduard Schnedler-Sørensen
- 1913 : De Nygifte, de Sofus Wolder
- 1913 : Kæmpedamens Bortførelse, de Sofus Wolder
- 1913 : Den gamle Majors Ungdomskærlighed, de Axel Breidahl
- 1913 : Fem Kopier, de August Blom
- 1913 : En farlig Forbryderske, de Eduard Schnedler-Sørensen
- 1913 : Højt Spil, de August Blom
- 1913 : Pressens Magt, de August Blom
- 1913 : Scenen og Livet, de Robert Dinesen
- 1913 : Skæbnens Veje, de Holger-Madsen
- 1914 : De røvede Kanontegninger, de A.W. Sandberg
- 1914 : Elskovsleg, de Holger-Madsen y August Blom
- 1914 : Expressens Mysterium, de Hjalmar Davidsen
- 1914 : Helvedesmaskinen, de Robert Dinesen
- 1914 : Stemmeretskvinden, de Eduard Schnedler-Sørensen
- 1914 : Stop Tyven, de Sofus Wolder
- 1914 : Hægt mig i Ryggen, de Sofus Wolder
- 1914 : Søvngængersken, de Holger-Madsen
- 1914 : Inderpigen, de Robert Dinesen
- 1914 : En Udskejelse, de Eduard Schnedler-Sørensen
- 1914 : Karnevalsdjævelen, de Sofus Wolder
- 1914 : Grev Zarkas Bande, de Eduard Schnedler-Sørensen
- 1914 : I Kammerherrens Klæder, de Sofus Wolder
- 1914 : Den kulørte Slavehandler, de Lau Lauritzen Sr.
- 1914 : Gar el Hama III, de Robert Dinesen
- 1914 : Fædrenes Synd, de August Blom
- 1914 : Skyldig? - ikke skyldig?, de Karl Ludwig Schröder
- 1914 : Moderen, de Robert Dinesen
- 1914 : Grev Dahlborgs Hemmelighed, de Eduard Schnedler-Sørensen
- 1914 : Den mystiske Fremmede, de Holger-Madsen
- 1914 : Tugthusfange No. 97, de August Blom
- 1914 : Detektivens Barnepige, de Hjalmar Davidsen
- 1914 : Under Skæbnens Hjul, de Holger-Madsen
- 1915 : Ned med Vaabnene!, de Holger-Madsen
- 1915 : Zirli
- 1915 : Zigøjnerblod, de Robert Dinesen
- 1915 : Tre om Een, de Lau Lauritzen Sr.
- 1915 : Den farlige Haand
- 1915 : Billedhuggeren
- 1915 : Et Justitsmord
- 1915 : Kærlighedens Triumf, de Holger-Madsen
- 1915 : For Lykke og Ære, de Robert Dinesen
- 1915 : Guldkalven, de Hjalmar Davidsen
- 1915 : Revolutionsbryllup, de August Blom
- 1915 : Manden med de ni Fingre I, de A.W. Sandberg
- 1915 : Evangeliemandens Liv, de Holger-Madsen
- 1915 : Nattens Gaade
- 1915 : Lotte vil paa Landet, de Henry Berény
- 1916 : Midnatssolen, de Robert Dinesen
- 1916 : Udenfor Loven
- 1916 : Gloria, de Laurids Skands
- 1916 : Prinsessens Hjerte, de Hjalmar Davidsen
- 1918 : Himmelskibet, de Holger-Madsen
- 1918 : Dykkerklokkens Hemmelighed, de George Schnéevoigt
- 1918 : Glædens Dag, de Alexander Christian
- 1918 : Blomsterpigens Hævn, de Hjalmar Davidsen
- 1919 : Gillekop, de August Blom
- 1919 : Krigsmillionæren, de Emanuel Gregers
- 1919 : Kærlighedsdigteren, de Lau Lauritzen Sr.
- 1920 : En Skuespillers Kærlighed]], de Martinius Nielsen
- 1920 : Har jeg Ret til at tage mit eget Liv?, de Holger-Madsen

### Director
- 1936 : Lotusblomsten
- 1938 : I folkets navn

### Guionista
- 1919 : Byens Herkules, de Lau Lauritzen Sr.
- 1921 : Det Største i Verden, de Holger-Madsen
- 1938 : I folkets navn